# Prionobutis
Prionobutis is een geslacht van straalvinnige vissen uit de familie van slaapgrondels (Eleotridae). Het geslacht is voor het eerst wetenschappelijk beschreven in 1874 door Bleeker.

## Soorten
- Prionobutis dasyrhynchus (Günther, 1868)
- Prionobutis microps (Weber, 1907)